# تئودور سایدر
تئودور سایدر (به انگلیسی: Theodore Sider) فیلسوف آمریکایی متخصص در متافیزیک و فلسفه زبان است. او استاد ممتاز فلسفه در دانشگاه راتگرز است.
سایدر پسر الهی‌دانی به‌نام رونالد سایدر است.

## تحصیلات و شغل
سایدر از زمان اخذ مدرک دکترا از دانشگاه ماساچوست آمهرست، در سال ۱۹۹۳، از سال ۲۰۰۲ تا ۲۰۰۷ و مجدداً از سال ۲۰۱۵ در دانشگاه‌های راچستر، سیراکیوس، نیویورک، کرنل و دانشگاه راتگرز تدریس کرده است. سایدر سه کتاب و حدود چهارده مقاله منتشر کرده است. او همچنین کتاب درسی متافیزیک را با جان هاثورن و دین زیمرمن ویرایش کرده است.
سایدر در سال ۲۰۰۳ جایزه کتاب «انجمن روان‌شناسی آمریکا» را برای کتابی با عنوان «چهاربعدی: هستی‌شناسی تداوم و زمان» دریافت کرد. او در سال ۲۰۱۶ سخنرانی‌های جان لاک را در دانشگاه آکسفورد ایراد کرد.

## آثار
- «چهاربعدی: هستی‌شناسی تداوم و زمان» (۲۰۰۱). انتشارات دانشگاه آکسفورد؛ ژاپنی (۲۰۰۷) شونجوشا.
- «معماهای هستی: گشتی در متافیزیک» (هم‌کار نویسنده ارل کونی) (۲۰۰۵). انتشارات دانشگاه آکسفورد؛ ژاپنی (۲۰۰۹). شونجوشا؛ پرتغالی (۲۰۱۰). بیزانسیو.
- «منطق برای فلسفه» (۲۰۱۰). انتشارات دانشگاه آکسفورد.
- «نوشتن کتاب جهان» (۲۰۱۱). انتشارات دانشگاه آکسفورد.
- «ابزارهای متافیزیک و متافیزیک علم» (۲۰۲۰). انتشارات دانشگاه آکسفورد.